# Петровка (Балыклинский сельсовет)
Петро́вка (баш. Петровка) — село в Федоровском районе Башкортостана. Входит в Балыклинский сельсовет.

## Географическое положение
Расстояние до:
- районного центра (Фёдоровка): 12 км,
- центра сельсовета (Балыклы): 3 км,
- ближайшей ж/д станции (Мелеуз): 49 км.

## Население
| 2002 | 2009 | 2010 |
| ---- | ---- | ---- |
| 47   | →47  | ↘32  |

Национальный состав
Согласно переписи 2002 года, преобладающая национальность — русские (55 %).